# Faro del Fangar
El faro del Fangar es una torre luminosa que indica a los barcos la proximidad de la punta del Fangar. La luz que proyecta, blanca, se ve intermitentemente cada 12 segundos y tiene un alcance de hasta 12 millas mar adentro. También se ve desde buena parte del delta del Ebro, especialmente desde las playas próximas como la de los Eucaliptos, el Aluet o la Marquesa. Tiene una altura de 20 metros y un diámetro de 3. La construcción actual es de 1972. Para hacer tareas de mantenimiento se puede acceder por una pequeña puerta aneja a la base de la plataforma que incluye un pequeño tramo de escalas.
Por su singularidad y cómo destaca en el entorno árido, el faro del Fangar constituye uno de los símbolos arquitectónicos y paisajísticos más característicos de las Tierras del Ebro.

## Historia
No obstante, la historia del faro original se remonta más allá. A pesar de que hay poca documentación al respeto, se tiene constancia de un primer faro en 1864. Pero aquella primera estructura sufrió el deterioro por las inclemencias meteorológicas y la posterior destrucción durante la Guerra Civil Española, cuando fue incendiado. Posteriormente fue sustituido por una pequeña torreta de hierro de unos ocho metros de altura, que estaba pintada en franjas blancas y negras. Aquella torreta se modernizó dando  al faro actual.